# 孟家庄站 (济南地铁)
孟家庄站是济南轨道交通3号线的地铁车站，位于中华人民共和国山东省济南市历下区龙洞街道龙鼎大道与龙翔路交叉口地下，2019年12月28日投入运营。

## 车站构造
本站位于龙鼎大道与龙翔路交叉口，为地下二层岛式站，车站沿龙鼎大道南北向布设。龙鼎大道宽50m，规划路宽35m。站址周边现状主要为孟家水库、奥体中心龙洞片区中水站、锦屏家园小区、大辛河、公交停车场，周边规划以公园绿地、共用设施用地、商业、居住用地、水域为主。
地下一层为站厅层，地下二层为站台层，有效站台宽度为11m。

## 出入口
车站共设置3个出入口。
| 編號                  | 指示                                                          |
| --------------------- | ------------------------------------------------------------- |
| 出口 · A              | 龙鼎大道与龙驰路交叉口以南，龙鼎大道路西                      |
| 出口 · B · 升降机标志 | 龙鼎大道与龙驰路交叉口以南，龙鼎大道路东                      |
| 出口 · C              | 龙鼎大道与龙驰路交叉口以南350米，龙鼎大道路东(孟家庄村委会旁) |
| 註： 設有             |                                                               |

### 临近地点
- 龙锦大市场
- 锦屏家园小区
- 齐鲁银行（龙奥支行）
- 孟家社区卫生室
- 孟家庄村委会
- 山东省济南锦屏学校
- 龙奥新居幼儿园
- 济南市公安局历下分局巡警大队三中队
- 特勤二中队
- 孟家庄水库（龙鼎滨水公园）